# Witikobund
Der Witikobund ist ein deutscher Verein, der sich selbst als „nationale Gesinnungsgemeinschaft der Sudetendeutschen“ versteht. Sitz des 1948/49 gebildeten Vereins ist München. Der Witikobund wurde bis 1967 im Bundesverfassungsschutzbericht als rechtsextrem eingestuft und steht auch weiterhin (2008) unter dem Verdacht „rechtsextreme[r] Bestrebungen“. Sein offenbar weiterhin gültiges Gründungsziel sei gemäß Andreas Hedwig, „sich für eine deutschnationale, wenn nicht „völkische“ Linie innerhalb der Vertriebenenverbände einzusetzen“.

## Selbstverständnis
Der Verein ist nach eigener Beschreibung eine unabhängige, nicht parteilich oder kirchlich gebundene elitäre „nationale Gesinnungsgemeinschaft der Sudetendeutschen“. Benannt wurde er nach der Romanfigur Witiko von Adalbert Stifter. Seine Wurzeln verortet der Verein selbst in der sudetendeutschen Turnbewegung und den Heimat-, Kultur- und Schutzverbänden der Sudetendeutschen, deren Tradition er sich verpflichtet fühlt.
Die Mitgliedschaft ist grundsätzlich auf Lebenszeit ausgerichtet: „Wer heute die alte Pflicht verrät, verrät auch morgen die neue.“
Zu dem Verein gehört ein Jugendverband, die „Jungen Witikonen“ (JW). Die bislang etwa 1000 Mitglieder wurden und werden gewählt. Für jedes neue zukünftige Mitglied müssen zwei Witikonen bürgen.
Der Verein gibt viermal im Jahr die Vereinspublikation Witikobrief heraus.

## Geschichte
Der Witikobund wurde offiziell am 1. Oktober 1950 in Stuttgart von Anhängern der in den 1930er Jahren in der Tschechoslowakei von Konrad Henlein geführten Sudetendeutschen Partei (SdP) gegründet. Vorausgegangen war eine Sammlungsbewegung, die bereits 1947 ins Leben gerufen wurde. Auf Einladung des Unternehmers Emil Lode und des ehemaligen Henlein-Vertrauten Walter Brand trafen sich am 9. November 1947 sieben ehemalige Nationalsozialisten in Waldkraiburg und gründeten die Vorläuferorganisation, um Vertreter der völkischen Sudetendeutschen zusammenzuführen. Neben Emil Lode und Walter Brand waren es der frühere HJ-Führer Rudolf Bayer, der ehemalige Vorsitzende des NS-Bundes der Deutschen Technik im Sudetenland Rupert Glaas, Konstantin Höß, der ehemalige Gestapo-Chef von Belgrad Karl Kraus und der ehemalige Senator der SdP Hugo Liehm.
Nach Richard Stöss war der Witikobund in den 1950er und 1960er Jahren eine „einflußreiche elitäre Traditionsgemeinschaft“, die sich weitgehend aus ehemaligen führenden „völkisch-nationalistischen“ Nationalsozialisten aus dem Sudetenland zusammensetzte. Großen Einfluss übte der Bund auf den Gesamtdeutschen Block/Bund der Heimatvertriebenen und Entrechteten (kurz GB/BHE), die Gesamtdeutsche Partei (GDP) und die Sudetendeutsche Landsmannschaft aus.
2003 reaktivierte der Verein als österreichischen Landesverband den „Arbeitskreis Witikobund Österreich“ unter Leitung von Martin Graf.
2015 distanzierte sich die Sudetendeutsche Landsmannschaft mit Volksgruppensprecher Bernd Posselt an der Spitze vom Witikobund, indem sie ihm die Eigenschaft einer sudetendeutschen „Gesinnungsgemeinschaft“ aberkannte.

## Positionierung

### Mitgliederstruktur
Viele Mitglieder des Witikobundes waren vor 1945 nationalsozialistische Funktionäre. Thilo von Uslar gab in einem Zeit-Artikel von 1966 an, dass von 634 Witikobundmitgliedern auf einer Mitgliederliste von 1958 mehr als 600 Personen vor 1945 derartige Funktionen ausgeübt hätten.
So befanden sich etwa unter den Gründungsmitgliedern:
- Walter Brand (1907–1980), einst Hauptleitungsmitglied der Sudetendeutschen Partei und Leiter der Kanzlei von Konrad Henlein sowie ab 1938 zunächst Generalreferent für den Vierjahresplan; infolge der sogenannten Dresdner Prozesse, bei denen die NSDAP mit dem Kameradschaftsbund abrechnete, verbrachte Brand die Jahre 1939 bis 1945 in verschiedenen KZ. 1950–1952 war er Bundesvorsitzender des Witikobundes und Mitglied des Sudetendeutschen Rates.
- Konstantin Höß (1903–1970), NSDAP-Kreisleiter in Prag, Gitschin und Königgrätz.
- Karl Kraus, SS-Obersturmbannführer im SD und Gestapo-Chef von Belgrad.
- Walter Becher (1912–2005), bayerischer Landtagsabgeordneter der Deutschen Gemeinschaft (1950–1954) und des Gesamtdeutschen Blocks/Bund der Heimatvertriebenen und Entrechteten (1954–62) sowie Bundestagsabgeordneter der CSU (1965–80), Bundesvorsitzender des Witikobundes (1956–1958) und Sprecher der Sudetendeutschen Landsmannschaft (1968–1982). Vor 1945 war er Ressortleiter des NSDAP-Gauorgans „Die Zeit“, danach Mitglied des Bayerischen Rundfunkrates.
- Walter Stain (1916–2001), ehemaliges Mitglied des Sudetendeutschen Freikorps, 1986–89 Vorsitzender des Witikobundes. Vor 1945 war er Leiter der Hitlerjugend im Sudetenland, 1950–1954 Staatssekretär im Bayerischen Staatsministerium des Innern und von 1954 bis 1962 Bayerischer Staatsminister für Arbeit und Soziales.
- Frank Seiboth (1912–1994), 1939 Gauschulungsleiter der NSDAP und von 1953 bis 1955 Vorsitzender des Witikobundes. Er war von 1953 bis 1957 MdB und von 1958 bis 1966 MdL in Hessen für den GB/BHE und die GDP, deren Vorsitzender er seit 1961 war. 1966 trat er zur SPD über und wurde Staatssekretär im Hessischen Wirtschaftsministerium.
- Siegfried Zoglmann (1913–2007), ehemaliger Gebietsführer der HJ im Reichsprotektorat Böhmen und Mähren und seit 1942 Freiwilliger bei der Waffen-SS. In der Bundesrepublik  war er stellvertretender Landesvorsitzender der FDP in Bayern und saß für die FDP und nach Parteiwechsel für die CSU im Bundestag.
- Ernst Lehmann (1906–1990), sudetendeutscher „Volkstumskämpfer“ und Pädagoge. In seinen Erinnerungen Um tiefere Wurzeln beschreibt er 1979 die Transformation völkischer Ideologeme aus der NS-Zeit in die Ideologie der Vertriebenen.

Neben den Gründungsmitgliedern wiesen zahlreiche weitere führende Mitglieder des Witikobundes eine nationalsozialistische Vergangenheit auf, die sich nicht nur auf eine bloße Mitgliedschaft beschränkte, z. B.:
- Ernst Anrich (1906–2001), SS-Historiker und zeitweile Dekan der Philosophischen Fakultät der Reichsuniversität Straßburg, dort NS-Dozentenführer, später in der NPD.
- Franz Karmasin (1901–1970), NS-Volksgruppenführer, Führer der Deutschen Partei, Offizier der Waffen-SS, Staatssekretär in der Regierung Jozef Tiso in der Slowakei, nach 1945 in der Tschechoslowakei zum Tode verurteilt, von 1957 bis zu seinem Tod 1970 Geschäftsführer des Witikobundes.
- Albert Smagon, NSDAP-Kreisleiter und Botschaftsrat an der deutschen Botschaft in Pressburg.
- Rudolf Staffen, Gauamtsleiter der NSDAP.[8]

### Beziehungen zur NPD und zu anderen rechtsextremen Organisationen
In den 1960er Jahren bestanden enge Beziehungen zur NPD, und mehrere Parteimitglieder wie Heinz Flöter und Ernst Anrich waren 1967 im Vorstand des Witikobundes. Einige dieser Verbindungen bestehen bis heute weiter. Sowohl der NPD-Bundespressesprecher und ehemalige Bundesvorsitzende des Nationaldemokratischen Hochschulbundes (NHB) und der Jungen Nationaldemokraten (JN) Karl-Heinz Sendbühler als auch der einstige NHB-Bundesgeschäftsführer Günter Schwemmer sind Witikonen, ebenso wie die beiden ehemaligen NPD-Abgeordneten im baden-württembergischen Landtag Rolf Kosiek und Karl Baßler.
In den 1970er Jahren nahmen an den „Reichsgründungsfeiern“ des Witikobundes, die Deutsche Reichsgründung betreffend, mehrere Aktivisten der Wiking-Jugend teil. In den 1980er Jahren bestanden wiederum neue Beziehungen mit dem Hilfskomitee Südliches Afrika.

### Rechtsextremer Geschichtsrevisionismus
Außerdem äußerten sich mehrere Mitglieder rechtsextrem geschichtsrevisionistisch und relativierten oder leugneten den Holocaust. Aktivisten aus dem Witikobund wie Walter Staffa und Werner Nowak gründeten 1970 das Deutsche Seminar, das Vorträge hauptsächlich rechtsextremer Referenten organisierte.

### Rechte und rechtsextreme Politiker und Publizisten
Im Witikobund und besonders dessen Vorstand waren und sind zahlreiche rechte und rechtsextreme Politiker und Publizisten tätig, wie z. B.
- Alfred Ardelt (1931–2011)
- Ernst Frank (1900–1982)
- Wigbert Grabert (* 1941)
- Bernd Kallina  (* 1950)
- Günther Kissel (1917–2011)
- Hans-Ulrich Kopp (* 1962)
- Walter Staffa (1917–2011)

Neben den genannten NPDlern sind bzw. waren die ehemaligen REP-Kandidaten für den bayerischen Landtag Henning Lenthe, Carl-Wolfgang Holzapfel (* 1944) sowie Horst Rudolf Übelacker (* 1936) und Hellmut Diwald (1924–1993) Vereinsmitglieder. Ardelt war lange Jahre Mitglied der CDU, die er in den 1990er Jahren verließ.
Zahlreiche Witikonen haben in der rechtskonservativen Jungen Freiheit publiziert. Der ehemalige stellvertretende Chefredakteur der Jungen Freiheit und Organisator der JF-Sommeruni 1993, Hans-Ulrich Kopp, ist seit 1983 Mitglied und seit 1992 Schriftleiter des „Witikobriefes“.
Bei den Veranstaltungen des Witikobundes trat beispielsweise im November 2003 Alfred Mechtersheimer als Referent auf.
Mehrere im bürgerlichen Lager anerkannte Personen sind bzw. waren Witikonen, so z. B. der langjährige CDU-Funktionär Rüdiger Goldmann (* 1941; 1965 bis Mitte der 1990er Jahre), der ehemalige Fraktionsassistent der CDU im hessischen Landtag und thüringische Staatssekretär Wolfgang Egerter (1930–2008) (stellvertretender Bundesvorsitzender des WB) sowie Herbert Fleissner (1928–2016, Mitglied der CSU).

### Radikalisierung anderer Vertriebenenverbände und Unterwanderung
Der Witikobund repräsentierte stets den rechten Flügel der sudetendeutschen Heimatvertriebenen und radikalisierte andere Vertriebenenverbände, sucht sie auf eine „völkisch-nationale Linie“ zu leiten. Hierbei arbeitet er „abgeschottet“ und versteht sich als „Kaderorganisation“.
Mitglieder des Witikobundes versuchten – oft erfolgreich – „gezielt Ämter in Parteien oder anderen Organisationen zu besetzen“. Dies waren die NPD, kommunale Parteiämter, Landtagspositionen, die Sudetendeutsche Landsmannschaft, der Bund der Vertriebenen, andere rechtsextreme Organisationen, Verlage, Medien sowie Positionen in Staat und Wirtschaft. Der Bundesversammlung der Sudetendeutschen Landsmannschaft gehörten „seit Jahrzehnten zu über fünfzig Prozent“ Witikonen an. Vereinnahmt oder beeinflusst wurde vielfach die Ostkunde, ein Schulfach, das in den 1950er-Jahren in der Bundesrepublik eingeführt wurde. Mitglieder unterwanderten andere Organisationen und besetzten Posten.

## Programmatik
Laut Satzung betrachtet der Wikitobund e. V. „die Förderung und Unterstützung der berechtigten Anliegen der Flüchtlinge und Vertriebenen“, „die Wiedergutmachung des Vertreibungsunrechts auf der Basis des Völkerrechts“ sowie die „Rückgabe des konfiszierten Eigentums auf der Grundlage eines gerechten Ausgleichs“ als seine Hauptaufgaben. Nach Ansicht von Kritikern lässt sich in diesen Forderungen die Befürwortung einer erneuten Angliederung des heute zu Tschechien gehörenden Sudetenlandes an Deutschland erkennen.
Zudem wird dem Witikobund vorgeworfen, Rassismus und Fremdenfeindlichkeit zu schüren. So äußerte etwa der langjährige Bundesvorsitzende Horst Rudolf Übelacker im Witiko-Brief unter anderem: „Die Deutschen, zusammengedrängt auf die Restgebiete in West- und Mitteldeutschland sowie in Österreich und zudem bedrängt von einem ‚Millionenheer‘ volksfremder Zuwanderer, sehen sich einer allmählich zerbröckelnden Zeitgeschichtsfassade gegenübergestellt.“ Des Weiteren werde die Shoa relativiert oder geleugnet. So findet sich im Witikobrief von 1974 die folgende Behauptung: „Zu den gewaltigsten Geschichtslügen der jüngsten Vergangenheit gehören die 6 Millionen Juden“.

## Einschätzungen durch den Verfassungsschutz
2001, 2008 und 2011 gab die Bundesregierung auf Anfragen bekannt, dass das Bundesamt für Verfassungsschutz beim Witikobund eine „Verdichtung von Anhaltspunkten für rechtsextremistische Bestrebungen“ festgestellt habe. Einen solchen Anhaltspunkt stelle etwa die „Häufung insbesondere antijüdischer Textstellen“ in der Publikation Witiko-Brief dar.

## Bundesvorsitzende des Witikobundes
- 1950–1952: Walter Brand
- 1953–1955: Frank Seiboth
- 1956–1958: Walter Becher
- 1959–1983: Heinz Lange
- 1984–1985: Reinfried Vogler
- 1986–1989: Walter Stain
- 1990–1996: Walter Staffa
- 1996–2006: Horst Rudolf Übelacker
- 2006–2009: Hans Mirtes
- 2009–2012: Roland Schnürch
- seit 2012: Felix Vogt-Gruber

## Gliederung des Bundes
Der Bund ist in Landesverbände und Ortskreise unterteilt.

### Untergruppierungen
Walter Staffa beispielsweise leitete in Nürtingen 1964 einen „Nürtinger Aussprachekreis“. 1968 gründete sich auf Initiative von Staffa ein „Staatspolitischer Arbeitskreis“, der als geistiger Mittelpunkt des Witikobundes wirken sollte. Danach gründete er mit anderen Witikonen 1970 in Stuttgart als Ableger und Speerspitze das „Deutsche Seminar“, das 1984 seinen Sitz ebenfalls in Nürtingen nahm. Mit den Witikonen Rolf Kosiek, Karl Baßler und dem damaligen Witikonen Werner Nowak gründete er 1997 in Nürtingen zudem noch einen „Aktionskreis“ des Witikobundes.

## Eigendarstellung
- Hans Erich, Walter Brand: Der Witikobund. Weg, Wesen, Wirken, 20 Jahre Wikibund (= Beiträge des Witikobundes zu Fragen der Zeit, Band 20). München 1969, DNB 458675040.